# En avant la musique (film, 1962)
Pour les articles homonymes, voir En avant la musique (homonymie).
Pour plus de détails, voir Fiche technique et Distribution.
En avant la musique (titre original : Il cambio della guardia) est un film franco-italien réalisé par Giorgio Bianchi, sorti en 1962.
Certaines scènes auraient été tournées par Sergio Leone.

## Synopsis
Dans un petit village, entre Rome et Naples, les Alliés sont sur le point de faire leur entrée triomphale. Mario Venicio, maire nommé par les fascistes, pense à la libération et juge plus prudent de confier sa difficile place à son ami d'enfance Attilio Capellaro, antifasciste notoire dont le fils est fiancé à sa fille Aurora. D'abord réticent, Attilio finit par se laisser convaincre. Malgré tout, il semble que les Alliés soient encore bien loin et Crippa, le représentant du Fascio, envoie en avant le fils de Cappellaro (qui est dans la vraie vie le fils de l'acteur français) et fait savoir qu'il a convoqué une bande de chemises noires pour rétablir l'ordre. Cappellaro fait en sorte que son fils reste dans le village en le cachant dans la cave, mais pendant la nuit Crippa est assassiné.
À partir de là, Vinicio et Cappellaro commencent une suite désespérée de tentatives pour cacher le cadavre du dignitaire fasciste et éviter de se faire fusiller par les fascistes arrivés entre-temps, mais à la fin il s'avère que le meurtrier était Virgili, une chemise noire qui considérait Crippa comme un traître et un lâche. Au moment où Cappellaro est sur le point d'être fusillé, les Alliés arrivent.

## Fiche technique
- Titre : En avant la musique
- Titre original : Il cambio della guardia
- Titre alternatif : Avanti la musica
- Réalisation : Georges Bianchi et participation (probable) de Sergio Leone
- Scénario : Albert Valentin, Jean Manse, d'après le roman de Charles Exbrayat
- Dialogue : Raymond Castans
- Production : Aldo Pomilia
- Sociétés de production : Paris Élysées Films, Films Cocinor, Transworld Productions (Paris) - Apo Films (Rome)
- Musique : Mario Nascimbene, Prato Valabrega (chanson Ce una casetta piccina)
- Photographie : Luciano Aquari
- Montage : Maurizio Lucidi, assisté de Nella Nannuzi
- Décors : Sergio canaveri
- Costumes : Fiammetta Petrucci
- Maquillage : Franco Freda
- Son : Ovidio del Grande
- Conseil artistique : Jean Bastia
- Cadre : Emilio Giannini, assisté de Eolo Capritti
- Assistant réalisation : Aldo Florio, Milo Panaro
- Direction de l'orchestre : Alexandre Derevitsky
- Direction de production : Alessandro Tasca
- Production déléguée : Franco Dodi, Orlando Orsini
- Secrétariat de production : Tony Selvaggi
- Format : Noir et blanc - 35 mm
- Genre : Comédie, film musical
- Durée : 90 minutes
- Date de sortie : 28 décembre 1962 (Belgique), 22 février 1963 (France)
- Tournage de mai à Juillet 1962 en Italie

## Distribution
- Fernandel : Attilio Capellaro, l'aubergiste
- Gino Cervi  (V.F : Jacques Eyser) : Mario Venicio, le maire du village
- Franck Fernandel : Gianni Capellaro, le fils d'Atilio
- Milla Sannoner : Aurora Venicio, la fille du maire
- Giuseppe Fortis : Luciano Crippa, le leader fasciste assassiné
- Franco Parenti : Virgili
- Andrea Aureli : Luciano Mezzanotte, l'Officier Fasciste
- Dada Gallotti : Silvana Crippa
- Gérard Herter : Officier Allemand
- Amelia Perrella : Bianca Vinicio, la femme du maire
- Giuseppe Giannetto : Don Fausto le Prêtre
- Piero Vivaldi : Vernazzo
- Jimmy il Fenomeno  (V.F : Rellys) : Balayeur Municipal
- Silla Bettini : un soldat fasciste
- Gustavo De Nardo : un conseiller municipal